# Dăržavno părvenstvo po futbol 1935
Il Dăržavno părvenstvo po futbol 1935 fu l'undicesima edizione della massima serie del campionato di calcio bulgaro concluso il 3 ottobre 1935 con la vittoria del Sportklub Sofia, al suo primo titolo.

## Formula
Venne disputata una fase regionale in cui ognuno dei quattordici raggruppamenti (sportni oblasti) organizzò un proprio campionato con la vincente qualificata alla fase nazionale. Una regione non terminò entro il tempo imposto dalla federazione pertanto partecipanti alla fase nazionale furono tredici.
La competizione nazionale si svolse ad eliminazione diretta con gare di sola andata.
Le semifinali e la finale furono disputate a Sofia.

## Squadre partecipanti
| Squadra                  | Città             | Stadio | Federazione regionale |
| ------------------------ | ----------------- | ------ | --------------------- |
| Ticha Varna              | Varna             |        | Varna                 |
| Panayot Volov Shumen     | Šumen             |        | Šumen                 |
| Napredak Ruse            | Ruse              |        | Ruse                  |
| Levski Gorna Oryahovitsa | Gorna Oryahovitsa |        | Tărnovo               |
| Pobeda 26 Pleven         | Pleven            |        | Pleven                |
| Orel-Chegan 30 Vratsa    | Vraca             |        | Vraca                 |
| Maria Luisa Lom          | Lom               |        | Lom                   |
| Sportklub Sofia          | Sofia             |        | Sofia                 |
| Strumska slava Radomir   | Radomir           |        | Kjustendil            |
| Botev Pazardžik          | Pazardžik         |        | Plovdiv               |
| Non terminato            |                   |        | Haskovo               |
| DFV Kazanlak             | Kazanlăk          |        | Stara Zagora          |
| Levski Burgas            | Burgas            |        | Primorsko             |
| Botev Yambol             | Jambol            |        | Jambol                |

## Fase finale

### Primo turno
| Squadra 1                | Risultato | Squadra 2             |
| ------------------------ | --------- | --------------------- |
| Maria Luisa Lom          | 0 - 3     | Sportklub Sofia       |
| Strumska slava Radomir   | 0 - 1     | Orel-Chegan 30 Vratsa |
| Napredak Ruse            | 2 - 0     | DFV Kazanlak          |
| Pobeda 26 Pleven         | 3 - 2     | Botev Yambol          |
| Levski Gorna Oryahovitsa | 0 - 6     | Panayot V. Šumen      |

### Quarti di finale
| Squadra 1        | Risultato | Squadra 2             |
| ---------------- | --------- | --------------------- |
| Sportklub Sofia  | 2 - 1     | Orel-Chegan 30 Vratsa |
| Botev Pazardzhik | 7 - 1     | Pobeda 26 Pleven      |
| Levski Burgas    | 0 - 3     | Ticha Varna           |
| Panayot V. Šumen | 3 - 2     | Napredak Ruse         |

### Semifinali
| Squadra 1       | Risultato | Squadra 2        |
| --------------- | --------- | ---------------- |
| Sportklub Sofia | 1 - 0     | Panayot V. Šumen |
| Ticha Varna     | 7 - 0     | Botev Pazardzhik |

### Finale
| Sofia 3 ottobre 1935 | Sportklub Sofia | 4 – 0 | Ticha Varna |  |

## Verdetti
- Sportklub Sofia Campione di Bulgaria